# Nicolai Jørgensen (skuespiller)
 For alternative betydninger, se Nicolai Jørgensen. (Se også artikler, som begynder med Nicolai Jørgensen)
Nicolai Jørgensen (født 8. april 1990) er en dansk skuespiller. Han er uddannet ved Den Danske Scenekunstskole i København. Han har haft roller i TV-serier og slog igennem som teaterskuespiller i Jean de France af
Ludvig Holberg i Grønnegårds Teatrets opsætning i 2021. For denne præstation modtog han Ove Sprogøe Prisen. Han fik en Robert for årets mandlige birolle for rollen som Frans i tv-serien Carmen Curlers i 2023.

## Filmografi

### Spillefilm
- 2023: Viktor mod verden[4]
- 2023: Hygge!

### TV-serier
- 2022: Carmen Curlers
- 2022: Dag & nat
- 2021: Badehotellet sæson 8
- 2017: Mercur
- 2017–2018: Herrens veje[a]
- 2018-2020: Doggystyle

## Priser
- 2021: Ove Sprogøe Prisen
- 2023: Robertprisen for årets mandlige birolle – TV-serie
- 2019: Reumerts talent pris
- 2020: Lauritzen Fondens Believe In You-pris